# Grand Prix Formule 1 van Korea
De Grand Prix van Korea is een race uit de Formule 1-kalender die voor de eerste keer gehouden werd op 24 oktober 2010 op het Zuid-Koreaanse Korean International Circuit. Er werd een contract gesloten dat de Grand Prix ten minste zeven jaar op de kalender houdt, met een optie voor vijf extra jaar. Tijdens de Grand Prix worden er 55 ronden gereden, in totaal 308 kilometer.
Op 4 december 2013 werd bekendgemaakt dat de Grand Prix van Korea in 2014 niet terugkeerde op de Formule 1-kalender.

## Winnaars van de grand prix
| Jaar | Coureur          | Constructeur     | Locatie | Verslag |
| ---- | ---------------- | ---------------- | ------- | ------- |
| 2013 | Sebastian Vettel | Red Bull-Renault | Yeongam | Verslag |
| 2012 | Sebastian Vettel | Red Bull-Renault | Yeongam | Verslag |
| 2011 | Sebastian Vettel | Red Bull-Renault | Yeongam | Verslag |
| 2010 | Fernando Alonso  | Scuderia Ferrari | Yeongam | Verslag |